# Lijst van spoorbruggen in Nederland
Volgens de website van ProRail waren er in Nederland in 2015 in totaal 725 spoorviaducten, 455 spoorbruggen, 56 beweegbare bruggen en 14 tunnels in beheer bij ProRail. Op deze pagina een lijst met de langste spoorbruggen en een selectie van kortere spoorbruggen en enkele viaducten.
Zie ook: Spoorbruggen in Nederland.
| Brug                                      | Afbeelding | Lengte (m) | Grootste overspanning (m) | Locatie                                  | Overspant                                                                                   | Opening          | Opmerkingen                                                                                 |
| ----------------------------------------- | ---------- | ---------- | ------------------------- | ---------------------------------------- | ------------------------------------------------------------------------------------------- | ---------------- | ------------------------------------------------------------------------------------------- |
| Apeldoornse Poort                         |            | 20         | 11                        | Arnhem                                   | Apeldoornseweg / Apeldoornsestraat                                                          | 1851             |                                                                                             |
| Baanhoekbrug                              |            | 467        | 110                       | Sliedrecht                               | Beneden Merwede                                                                             | 1983             |                                                                                             |
| Bert Swartbrug                            |            | 200        | 160                       | Zuidhorn                                 | Van Starkenborghkanaal                                                                      | 2017             |                                                                                             |
| Bolbrug                                   |            | 33         | 33                        | Alkmaar/Heerhugowaard                    | Kanaal Alkmaar-Kolhorn                                                                      | ?                |                                                                                             |
| Botlekbrug                                |            | 505        | 55                        | Rotterdam                                | Oude Maas                                                                                   | 1955             |                                                                                             |
| Brug bij Westervoort                      |            | 550        | 117                       | Westervoort                              | IJssel                                                                                      | 1984             |                                                                                             |
| Brug Hollandsch Diep                      |            | 1192       | 105                       | Moerdijk                                 | Hollandsch Diep                                                                             | 2005             | Langste spoorbrug in Nederland                                                              |
| Calandbrug                                |            | 354        | 155                       | Rotterdam                                | Calandkanaal                                                                                | 1969             |                                                                                             |
| De Hef                                    |            | 79         | 53                        | Rotterdam                                | Koningshaven                                                                                | 1927             | Vervangen door Willemsspoortunnel in 1993; sindsdien buiten gebruik                         |
| Demka-spoorbrug                           |            | 255        | 173                       | Utrecht                                  | Amsterdam-Rijnkanaal                                                                        | 1970             |                                                                                             |
| Dintelhavenspoorbrug                      |            | 270        | 140                       | Rotterdam                                | Dintelhaven                                                                                 | 1999             |                                                                                             |
| Dr. W. Hupkesbrug                         |            | 863        | 125                       | Zaltbommel                               | Waal                                                                                        | 1869             |                                                                                             |
| Edithbrug                                 |            | 332        | 62                        | Ravenstein                               | Maas                                                                                        | 1872             |                                                                                             |
| Gouwespoorbrug                            |            | 42         | 20                        | Alphen aan den Rijn                      | Gouwe                                                                                       | 1940             |                                                                                             |
| Hanzeboog                                 |            | 920        | 150                       | Zwolle                                   | IJssel                                                                                      | 2011             |                                                                                             |
| Hedelse spoorbrug                         |            | 470        | 107                       | Hedel                                    | Maas                                                                                        | 1870             |                                                                                             |
| Hembrug                                   |            | 264        | 64                        | Amsterdam / Zaandam                      | Noordzeekanaal                                                                              | 1878             | Vervangen door Hemtunnel in 1983; afgebroken in 1984                                        |
| Hofpleinlijnviaduct                       |            | 1900       | 20                        | Rotterdam                                | o.a. Bergweg, Gordelweg, Noorderkanaal                                                      | 1908             | Buiten gebruik sinds 2010                                                                   |
| Hoge Gouwespoorbrug                       |            | 650        | 28                        | Gouda                                    | Gouwe                                                                                       | 1989             |                                                                                             |
| Hollandse Brug                            |            | 375        | 50                        | Muiderberg / Almere                      | IJmeer                                                                                      | 1987             |                                                                                             |
| Houtmanspoorbrug                          |            | 20         | 20                        | Amsterdam                                | Westerkanaal                                                                                | 1997             | Voorheen Singelgrachtbrug                                                                   |
| IJsselspoorbrug                           |            | 500        | 99                        | Deventer                                 | IJssel                                                                                      | 1982             |                                                                                             |
| IJsselspoorbrug                           |            | 348        | 89                        | Zutphen                                  | IJssel                                                                                      | 1985             |                                                                                             |
| Koegrasbrug                               |            | 60         | 17                        | Breezand                                 | Noordhollandsch Kanaal                                                                      | 1973             |                                                                                             |
| Kuilenburgse spoorbrug                    |            | 667        | 154                       | Culemborg                                | Lek                                                                                         | 1983             |                                                                                             |
| Lage Gouwespoorbrug                       |            | 57         | 28                        | Gouda                                    | Gouwe                                                                                       | 1997             |                                                                                             |
| Luchtspoor                                |            | 2200       | ?                         | Rotterdam                                | Rotterdam                                                                                   | 1877             | Vervangen door Willemsspoortunnel in 1993; afgebroken in 1993                               |
| Mallardviaduct                            |            | 140        | 45                        | Arnemuiden                               | ,                                                                                           | 2008             |                                                                                             |
| Marianneviaduct                           |            | 300        | 20                        | Voorburg                                 | Westeinde, Station Voorburg, Prinses Mariannelaan                                           | 1987             |                                                                                             |
| Moerdijkspoorbrug                         |            | 1040       | 104                       | Moerdijk                                 | Hollandsch Diep                                                                             | 1955             | Voorheen langste spoorbrug in Nederland                                                     |
| Moerputtenbrug                            |            | 585        | 16                        | 's-Hertogenbosch                         | Lange Putten (plas)                                                                         | 1887             | Buiten gebruik sinds 1972; in 2011 heropend voor wandelaars                                 |
| Muiderspoorbrug                           |            | 251        | 188                       | Diemen / Weesp                           | Amsterdam-Rijnkanaal                                                                        | 1972, 1995       |                                                                                             |
| Oostertoegangsspoorbrug                   |            | 60         | 30                        | Amsterdam                                | Oostertoegang                                                                               | 1889             | Voorheen Oostelijke Onderdoorgang                                                           |
| Rozenoordspoorbrug                        |            | 250        | 60                        | Amsterdam                                | Amstel                                                                                      | 1990, 1993, 2015 | Metrobrug (1990), brug spoorlijn Weesp - Leiden (1993), verdubbeling project OV-SAAL (2015) |
| Schalkwijkse spoorbrug                    |            | 251        | 188                       | Houten / Schalkwijk                      | Amsterdam-Rijnkanaal                                                                        | 1976             |                                                                                             |
| Schinkelbrug                              |            | 160        | 40                        | Amsterdam                                | Schinkel                                                                                    | 1978, 1997, 2015 | Brug spoorlijn Weesp - Leiden (1978), metrobrug (1997), verdubbeling project OV-SAAL (2015) |
| Spoorbrug Arnemuiden                      |            | 39         | 24                        | Arnemuiden                               | Arnekanaal                                                                                  | 1999             |                                                                                             |
| Spoorbrug Buggenum                        |            | 248        | 62                        | Roermond / Buggenum                      | Maas                                                                                        | 1922             |                                                                                             |
| Spoorbrug De Vink                         |            | 100        | 12                        | Leiden / De Vink                         | Oude Rijn                                                                                   | 1969             |                                                                                             |
| Spoorbrug Delfshavense Schie              |            | 20         | 20                        | Rotterdam                                | Delfshavense Schie                                                                          | 1994             |                                                                                             |
| Spoorbrug Dordrecht                       |            | 560        | 88                        | Dordrecht / Zwijndrecht                  | Oude Maas                                                                                   | 1994             |                                                                                             |
| Spoorbrug Dukenburg                       |            | 140        | 110                       | Nijmegen                                 | Maas-Waalkanaal                                                                             | 1977             |                                                                                             |
| Spoorbrug Kethel                          |            | 60         | 52                        | Schiedam                                 | Poldervaart                                                                                 | 1959             |                                                                                             |
| Spoorbrug Maassluis                       |            | 42         | 21                        | Maassluis                                | Oude Haven                                                                                  | 2002             |                                                                                             |
| Spoorbrug Maastricht                      |            | 200        | 66                        | Maastricht                               | Maas                                                                                        | 1961             |                                                                                             |
| Spoorbrug Mook                            |            | 353        | 74                        | Mook / Katwijk                           | Maas                                                                                        | 1946 / 1958      |                                                                                             |
| Spoorbrug Nijmegen                        |            | 237        | 235                       | Nijmegen en Lent                         | Waal                                                                                        | 1984             |                                                                                             |
| Spoorbrug Nootdorpboog                    |            | 125        | 125                       | Nootdorp / Leidschenveen-Ypenburg        |                                                                                             | 2005             |                                                                                             |
| Spoorbrug Oosterbeek                      |            | 880        | 132                       | Arnhem                                   | Nederrijn                                                                                   | 1952             |                                                                                             |
| Spoorbrug over de Dieze                   |            | 150        | 55                        | 's-Hertogenbosch                         | Dieze, Veemarktweg                                                                          | 2014             |                                                                                             |
| Spoorbrug over de Linge                   |            | 50         | 40                        | Geldermalsen                             | Linge                                                                                       | 2010             |                                                                                             |
| Spoorbrug over de Vliet                   |            | 50         | 10                        | Leidschendam / Voorburg                  | Zuidvliet, Westvlietweg                                                                     | 2006             |                                                                                             |
| Spoorbrug over het Noordhollandsch Kanaal |            | 19         | 19                        | Alkmaar                                  | Noordhollandsch Kanaal                                                                      | 1958             |                                                                                             |
| Spoorbrug over het Schelde-Rijnkanaal     |            | 240        | 140                       | Middenhof / Völckerdorp (Midden-Zeeland) | Schelde-Rijnkanaal                                                                          | 1971             |                                                                                             |
| Spoorbrug over het Spaarne                |            | 80         | 20                        | Haarlem                                  | Spaarne                                                                                     | 1972             |                                                                                             |
| Spoorbrug Purmerend                       |            | 77         | 28                        | Purmerend                                | Noordhollandsch Kanaal                                                                      | ?                |                                                                                             |
| Spoorbrug Tiel                            |            | 210        | 50                        | Tiel                                     | Amsterdam-Rijnkanaal                                                                        | 2007             |                                                                                             |
| Spoorbrug Twentekanaal                    |            | 103        | 92                        | Zutphen                                  | Twentekanaal                                                                                | 2005             |                                                                                             |
| Spoorbrug Venlo                           |            | 225        | 59                        | Venlo                                    | Maas                                                                                        | 1964             |                                                                                             |
| Spoorbrug Weert                           |            | 78         | 40                        | Weert                                    | Zuid-Willemsvaart                                                                           | 1913             |                                                                                             |
| Spoorbrug Westerdokseiland                |            | 36         | 23                        | Amsterdam                                | Westerdok                                                                                   | 1922             | Buiten gebruik sinds circa 2000; sindsdien in gebruik als restaurant                        |
| Spoorbrug Zaandam                         |            | 74         | 24                        | Zaandam                                  | Zaan                                                                                        | 1991             |                                                                                             |
| Spoorviaduct Bleiswijk                    |            | 6000       | 33                        | Bleiswijk                                | , Spoorlijn Gouda - Den Haag,                                                               | 2009             | Langste spoorviaduct in Nederland                                                           |
| Spoorviaduct Delft                        |            | 1200       | 20                        | Delft                                    | Kampveldweg, Bolwerk en meerdere verbindingswegen tussen de Spoorsingel en de Phoenixstraat | 1965             | Vervangen door Willem van Oranjetunnel in 2015; afgebroken in 2015                          |
| Suurhoffbrug                              |            | 233        | 100                       | Rotterdam                                | Hartelkanaal                                                                                | 1972             |                                                                                             |
| Velserspoorbrug                           |            | 200        | 64                        | Velsen                                   | Noordzeekanaal                                                                              | 1903             | Vervangen door Velserspoortunnel in 1957; afgebroken in 1958                                |
| Vlakebrug                                 |            | 303        | 130                       | Hansweert                                | Kanaal door Zuid-Beveland                                                                   | 1992             |                                                                                             |
| Vleutensespoorbrug                        |            | 180        | 169                       | Utrecht                                  | Amsterdam-Rijnkanaal                                                                        | 1969             |                                                                                             |
| Walfridusbrug                             |            | 153        | 89                        | Groningen                                | Van Starkenborghkanaal                                                                      | 2003             |                                                                                             |
| Werkspoorbrug                             |            | 255        | 237                       | Utrecht                                  | Amsterdam-Rijnkanaal                                                                        | 2002             |                                                                                             |
| Westertoegangsspoorbrug                   |            | 100        | 30                        | Amsterdam                                | Westertoegang                                                                               | 1909, 1922       | Voorheen Westelijke Onderdoorgang                                                           |
| Wherebrug                                 |            | 40         | 10                        | Purmerend                                | Where                                                                                       | 1974             |                                                                                             |
| Willemsspoorbrug                          |            | 340        | 70                        | Rotterdam                                | Nieuwe Maas                                                                                 | 1877             | Vervangen door Willemsspoortunnel in 1993; afgebroken in 1993                               |
| Zandhazenbrug                             |            | 255        | 255                       | Muiderberg                               |                                                                                             | 2016             | Spoorviaduct met langste overspanning in Nederland                                          |